# مطار ساموي
مطار كوه ساموي (بالتايلندية: ท่าอากาศยานสมุย)‏(إياتا: USM، إيكاو: VTSM) مملوك للقطاع الخاص تديره شركة الخطوط الجوية بانكوك. معظم الرحلات الجوية من جزيرة ساموي تديرها شركة الخطوط الجوية بانكوك (بانكوك أير وايز)، وقد بدأت الخطوط الجوية التايلاندية الدولية الرحلات الجوية لكوه ساموي في فبراير 2008.
خطوط بانكوك أير وايز هي الناقل الأول لهذه الجزيرة، حيث تخطط شركة بانكوك أير وايز الخاصة لتحويل كوه ساموي إلى مطار دولي ثاني لها بعد المحور الرئيسي مطار سوفارنابوم الدولي في بانكوك.

## شركات الطيران والوجهات
| شركـات طيـران    | الوجهات |
| ---------------- | --- |
| طيران بانكوك     | مطار سوفارنابومي الدولي، مطار جينغديو الجديد، مطار تشيانغ مي، مطار تشونغتشينغ جيانغبى الدولي، Hat Yai ‏، مطار هونغ كونغ الدولي (تستأنف في 1 يوليو 2023)، مطار كرابي، مطار يو تاباو الدولي، Phuket، مطار شانغي سنغافورة |
| Chengdu Airlines | مطار جينغديو الجديد |

## روابط خارجية
- مطار ساموي (bangkokair.com)
- دليل مطار ساموي
- معلومات وبيانات المطار (thaiflyingclub.com)
- Airport information for VTSM at World Aero Data. Data current as of October 2006.
- إحصائيات مطار ساموي